# Agricultură biodinamică
Prin agricultură biodinamică se înțelege cultivarea și producerea alimentelor, îngrijirea animalelor și a peisajului, realizate după principii antroposofice. Ea a fost întemeiată în anii 1924 de către o comunitate de agricultori germani care i-au solicitat lui Rudolf Steiner puncte de vedere spiritual-științifice pentru practicarea agriculturii, în opoziție cu cele oferite de știința materialistă, care introdusese îngrășămintele chimice, fapt considerat a fi cauza degradării calităților nutritive ale alimentelor. În Germania și alte țări europene aceste produse se comercializează în prezent sub sigla Demeter, presupunând de asemenea forme ecologice de combatere a dăunătorilor și opoziție față de cultivarea alimentelor modificate genetic.
Biodinamica folosește un calendar care a fost caracterizat ca astrologic. Substanțele și compostul utilizate în ferma biodinamică au fost descrise ca neconvenționale și homeopate. De exemplu, șoarecii de câmp sunt combătuți prin împrăștierea pe câmp de cenușă preparată din piele de șoareci de câmp, când Venus se află în constelația Scorpion.
Este o formă de agricultură alternativă bazată pe concepte pseudoștiințifice și ezoterice.
„« Agricultura biodinamică » a lui Steiner bazată pe « restaurarea relației cvasi-mistice dintre pământ și cosmos » a fost acceptată pe scară largă în cel de-al Treilea Reich (28).”